# Mathieu II de Beaumont-sur-Oise
Mathieu II de Beaumont-sur-Oise, né vers 1110, décédé le 1er juillet 1174, 
comte et seigneur de Beaumont-sur-Oise (1151) par succession, grand chambrier de France (1151-1175).

## Biographie
Fils de Mathieu Ier de Beaumont-sur-Oise et d'Emme de Clermont dame de Luzarches en partie, il épouse en premières noces, avant 1154, Mathilde de Châteaudun, fille de Geoffroy III de Châteaudun et de Havise de Mondoubleau, dont il a :
- Hugues de Beaumont-sur-Oise (1154-1172), qui épouse Agnès de Beaumont ;
- Mathieu III de Beaumont-sur-Oise (1155-1208), marié à Eléonore de Vermandois, fille de Raoul Ier de Vermandois. Il épouse en secondes noces Aliénor de Soissons, fille de Raoul le Bon (Raoul Ier de Soissons et III de Nesle) et d'Alix de Dreux (Aliénor se remariera avec Étienne II comte de Sancerre) ;
- Philippe de Beaumont.

Il épouse en secondes noces entre 1158 et 1161 Adèle (Alix ou Aélis) dame de Luzarches (sans doute par son mari : ce doit être son douaire ; après la mort de Mathieu, elle épouse Amaury Ier de Meulan, seigneur de Gournay-sur-Marne, décédé en 1196, fils cadet du comte Galéran IV), dont il a :
- Mathieu de Beaumont-sur-Oise (1162-1192), seigneur de Luzarches ;
- Jean de Beaumont-sur-Oise (1164-1222), dernier comte de Beaumont-sur-Oise de sa Maison, qui épouse en premières noces Gertrude de Soissons, fille de Raoul Ier de Soissons et d'Alix de Dreux – donc sœur d'Aliénor ci-dessus – et en secondes noces Jeanne de Garlande, fille de Guillaume V de Garlande et d'Adèle, fille de Guy III de Châtillon-sur-Marne ;
- Alix de Beaumont-sur-Oise (1166-1216) mariée à Anseau II de l'Isle-Adam, sans postérité.